# Prince Stadium
Das Prince Stadium, auch bekannt als Visakha Stadium, befindet sich in der kambodschanischen Hauptstadt Phnom Penh. Es ist die Heimspielstätte des Erstligisten Visakha FC. Das Stadion hat ein Fassungsvermögen von 15.000 Personen. Bei dem 2019 eröffneten Stadion handelt es sich um ein reines Fußballstadion.